# 濱名湖服務區
濱名湖SA(平假名：はまなこサービスエリア）位於靜岡縣濱松市的東名高速道路之服務區，由中日本高速公路管理。此服務區附近為濱名湖。

## 連接道路
- 東名高速道路

## 歷史
- 1969年2月1日 - 東名高速道路岡崎IC至靜岡IC開通，此服務區也同時啟用。

## 服務區設施
- 上下行共用
  - 廁所（南）
    - 男士 大型5（和式3、西式2）、小型18
    - 女士 29（和式18、西式11）
      - 陪同男童使用 4

    - 輪椅人士專用 1

  - 廁所（北）
    - 男士 大型4（和式2、西式2）、小型10
    - 女士 18（和式14、西式4）
      - 陪同男童使用 2

  - 飲食、商店
    - 餐廳（7:00-22:00）
    - 小吃販賣（東：24小時，西，8:00-19:00）
    - 商店（24小時）
    - 西雅圖最好咖啡（8:00-19:00）
    - 星巴克（7:00-22:00）
    - 美人魚麵包（西，8:00-19:00）
    - Donaterouzu（9:00-21:00）
    - 江崎固力果（西，8:00-19:00）
    - Doll House（9:30-18:00）
    - 彩券販賣（西，8:00-17:00）
    - 自動售賣機
    - 傳真服務（8:00-20:00）
    - 郵筒（濱松西郵局）
- 上行線（濱松、靜岡、富士、橫濱、東京方向）
  - 停車場
    - 小型車：216台
    - 大型車：32台

  - 油站（出光興産，24小時營業）
  - 巴士站
- 下行線（名古屋、米原、京都、大阪方向）
  - 停車場
    - 小型車：235台
    - 大型車：58台

  - 油站（新日石，24小時營業）
  - 巴士站

## 相片

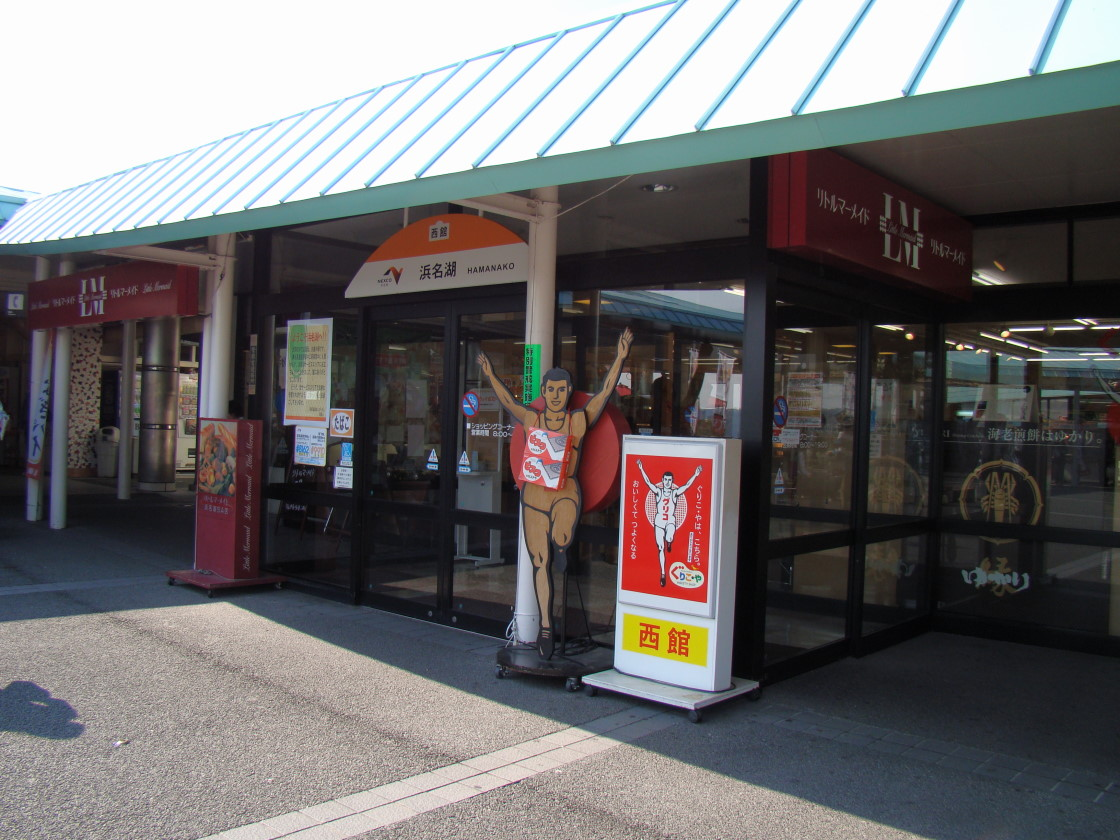
西館設施
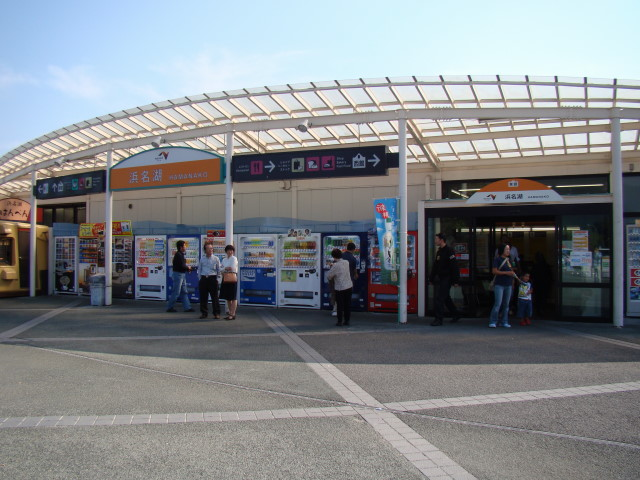
東館設施
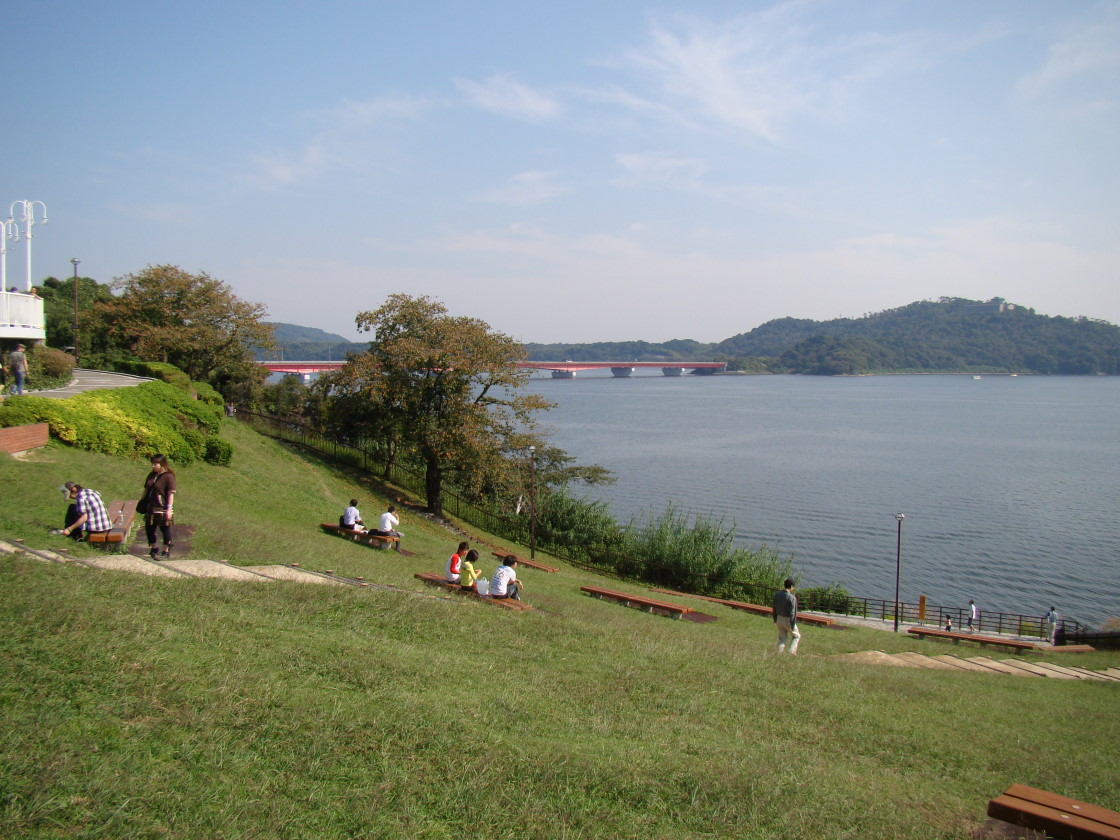
濱名湖SA觀看濱名湖
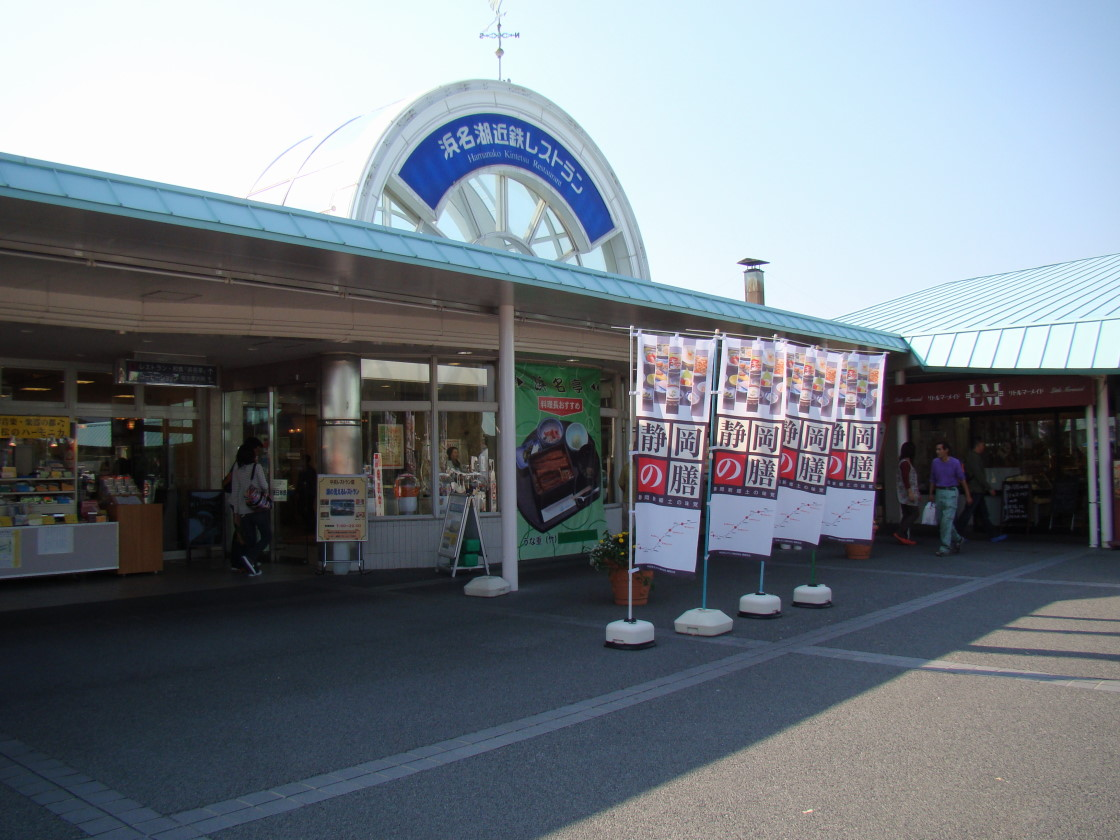
濱名湖SA餐廳

## 鄰近設施
東名高速道路
(16-1)濱松西IC - 濱名湖SA - (17)三日IC

## 外部連結
- 中日本高速道路株式會社 （页面存档备份，存于）(日文)
  - C-NEXCO服務區‧休息區資訊(日文)